# Chris Solari
Chris Solari (ur. 13 lipca 1976 r. w Santa Clara w stanie Kalifornia, USA) – amerykański aktor.
W 1985 roku zadebiutował rolą epizodyczną w niezależnym kinowym filmie Bits and Pieces – zagrał tancerza. Cztery lata później, również jako tancerz, wystąpił w kolejnym epizodzie – w dramacie muzycznym Wielkie kule ognia (Great Balls of Fire!), którego gwiazdami byli Winona Ryder, Alec Baldwin i Dennis Quaid. Następnie w latach dziewięćdziesiątych wystąpił w dwóch serialach telewizyjnych: Zagubiony w czasie (Quantum Leap, 1991) oraz Zoe i przyjaciele (Zoe, Duncan, Jack & Jane, 1999). W wieku dwudziestu czterech lat wystąpił w jednej z głównych ról, jako Duncan McKay, w przeznaczonym do dystrybucji VHS/DVD filmie grozy Krokodyl zabójca (Crocodile, 2000), reżyserowanym przez twórcę horrorów Tobe'a Hoopera. Kolejne tytuły w filmografii aktora obejmują: seriale Sprawy rodzinne 2 (Family Law, 2002) i Ekipa (Entourage, 2004) oraz filmy fabularne – telewizyjny Quitters (2008) oraz krótki metraż Ridera Stronga Irish Twins (2008), w którym Chris wystąpił w jednej z poważniejszych ról.